# HD57981
HD57981 — хімічно пекулярна зоря спектрального класу A0, що має видиму зоряну величину в смузі V приблизно  8,9.
Вона  розташована на відстані близько 6039,9 світлових років від Сонця.

## Пекулярний хімічний склад
Зоряна атмосфера HD57981 має підвищений вміст 
Si
.